# Oxhackare
Oxhackare (Buphagidae) är en familj som enbart omfattar släktet Buphagus och de två arterna rödnäbbad oxhackare och gulnäbbad oxhackare. Tidigare har släktet ofta placerats som en underfamilj inom familjen starar. Arternas naturliga habitat är savanner i östra Afrika söder om Sahara. Arterna lever i symbios med regionens stora däggdjur och lever av fästingar och insekter som förekommer på däggdjuren. 

## Ekologi
Oxhackare är sociala djur som livnär sig av insekter och deras larver. För att komma åt födan vistas de ofta på ryggen av stora vilda eller tama däggdjur. De letar i pälsen av dessa djur efter parasiter och plockar dem med sina kraftiga näbbar. För gräsätare fungerar de även ibland som varningssignal mot predatorer.
Arterna har kraftiga fötter och god flygförmåga. Fjäderdräkten är mestadels ljusbrun. Arterna skiljer sig på näbbfärgen. Precis som namnen antyder har rödnäbbad oxhackare röd näbb och gulnäbbad oxhackare gul näbb. Fåglarnas bon placeras i håligheter, ofta i väggar, och fodras med hår från värddjuret. Honan lägger vanligen två eller tre ägg.